# Aeroportul Syamsudin Noor
Aeroportul Syamsudin Noor (IATA: BDJ, ICAO: WAOO) este un aeroport din Banjarbaru⁠(d), South Kalimantan⁠(d), Indonezia ce deservește zona Banjarmasin. Aeroportul a fost tranzitat în 2018 de 3.854.561 de pasageri. A fost deschis în 1936.
Situat la o altitudine de 20 m, aeroportul dispune de o singură pistă. Este operat de Angkasa Pura⁠(d).